# Hopi (volk)

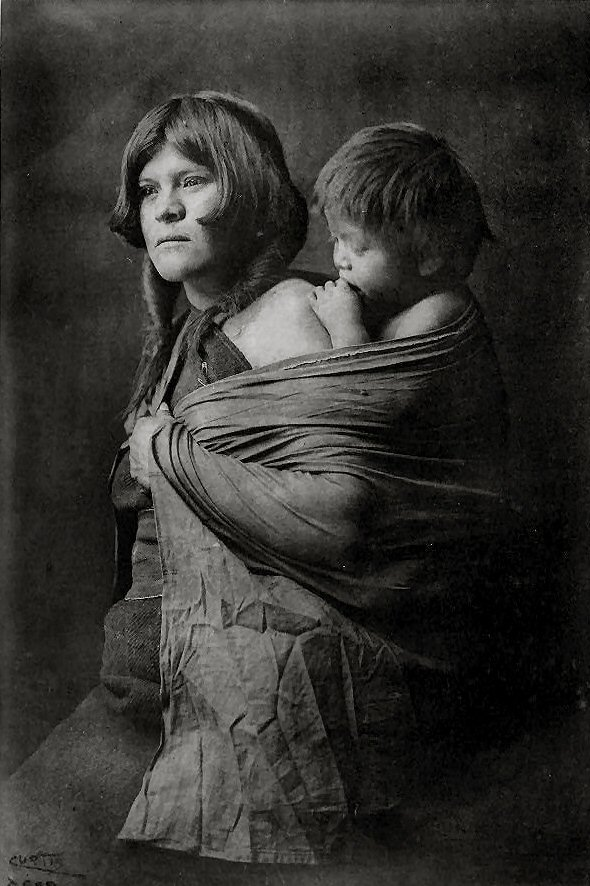
Hopimoeder met kind, door Edward S. Curtis, 1922

De Hopi vormen een indianenvolk in het noordoosten van Arizona in de Verenigde Staten van Amerika. Het is de meest westelijke groep van de Pueblo-indianen. Hopi is de afkorting van de term die het volk zelf gebruikt, Hopituh Sinom, ofwel "de mensen van Hopi". Vroeger werden de Hopi ook wel als Moki of Moqui betiteld. De Hopi spreken een dialect uit de taalfamilie der Uto-Azteekse talen.
Het volk woont midden in het reservaat van de Navajo. Er zijn ongeveer 18.000 Hopi verdeeld over elf autonome dorpen, die wonen in hun karakteristieke, in terrassen gebouwde, Pueblo-gebouwen.

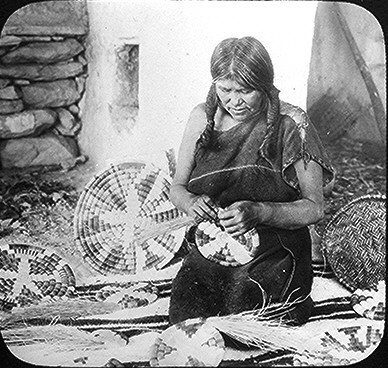
Hopivrouw bezig met het vlechten van een mand (rond 1910)

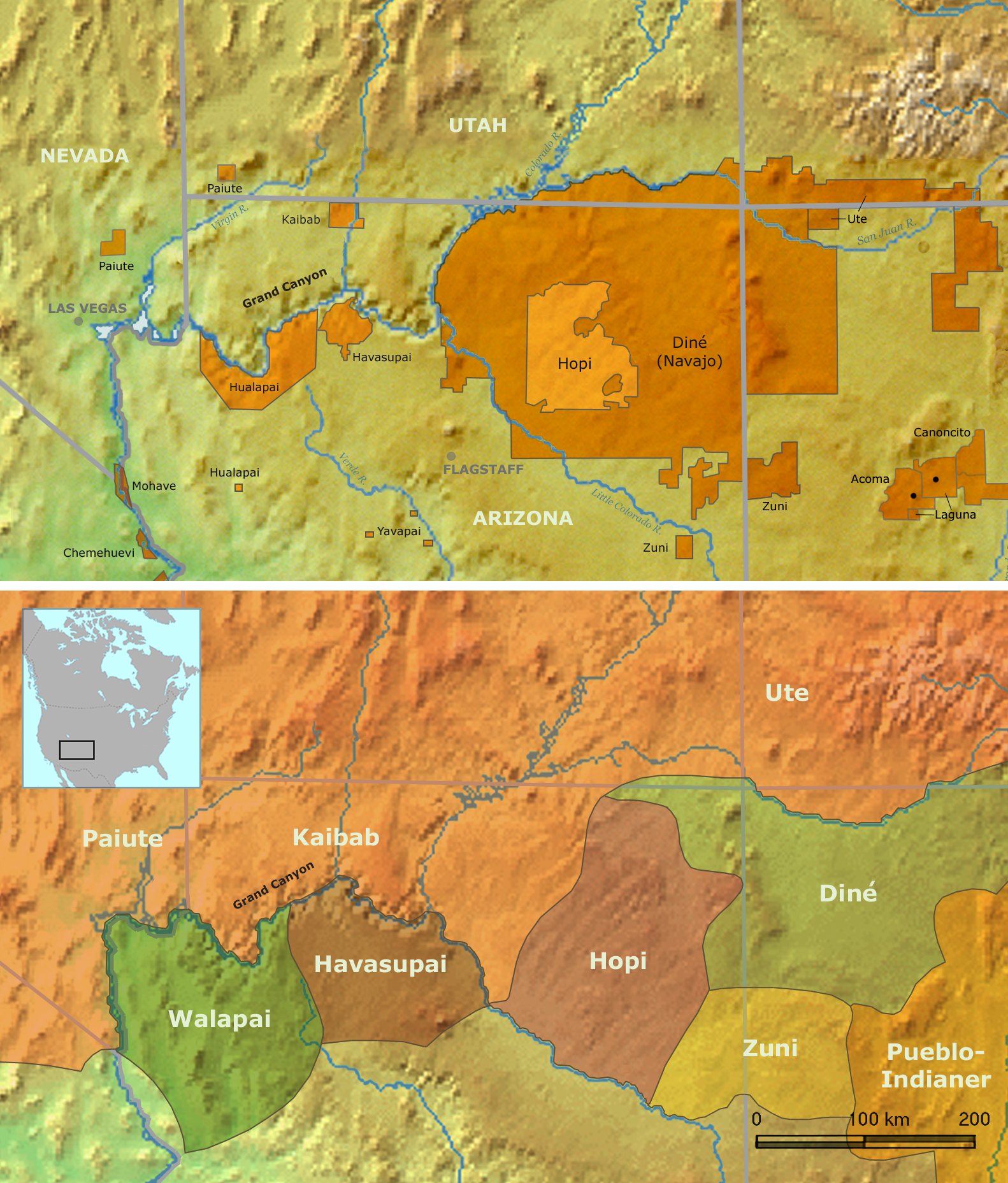
Huidig indianenreservaat (boven) en traditioneel stamgebied (onder) nabij de Grand Canyon